# Nuoto ai XVI Giochi del Mediterraneo - 50 metri stile libero maschili

## Record
Prima di questa competizione, il record del mondo (WR) e il record dei Giochi del Mediterraneo (GR) erano i seguenti:
|    | 20"94 | Frédérick Bousquet Francia | 26 aprile 2009 Montpellier, Francia |
| GR | 22"31 | Salim Iles Algeria         | 25 giugno 2005 Almería, Spagna      |

Durante l'evento sono stati migliorati i seguenti record:
| Data      | Evento      | Atleta             | Nazione | Tempo | Record |
| --------- | ----------- | ------------------ | ------- | ----- | ------ |
| 28 giugno | 2ª batteria | Amaury Leveaux     | Francia | 21"79 | GR     |
| 28 giugno | Finale      | Frédérick Bousquet | Francia | 21"17 | GR     |

## Batterie
Le batterie si tengono domenica 28 giugno alle ore 10:00 CEST.
Si sono svolte 4 batterie di qualificazione. I primi 8 atleti si sono qualificati direttamente per la finale. Amaury Leveaux non si è qualificato per la finale, in quanto il numero massimo di atleti per nazione è pari a 2.
| #  | Batteria | Corsia | Atleta                     | Nazionalità          | Tempo | Note |
| -- | -------- | ------ | -------------------------- | -------------------- | ----- | ---- |
| 1  | 2        | 4      | Amaury Leveaux             | Francia              | 21"79 | GR   |
| 2  | 3        | 4      | Alain Bernard              | Francia              | 21"90 | Q    |
| 3  | 2        | 5      | Federico Bocchia           | Italia               | 22"12 | Q    |
| 3  | 3        | 5      | Marco Orsi                 | Italia               | 22"12 | Q    |
| 5  | 3        | 3      | Nabil Kebbab               | Algeria              | 22"54 | Q    |
| 5  | 4        | 4      | Frédérick Bousquet         | Francia              | 22"54 | Q    |
| 7  | 2        | 3      | Apostolos Tsagkarakis      | Grecia               | 22"60 | Q    |
| 8  | 4        | 2      | Ioannis Kalargaris         | Grecia               | 22"66 | Q    |
| 9  | 2        | 6      | Kaan Tayla                 | Turchia              | 22"73 | Q    |
| 10 | 4        | 3      | Jernej Godec               | Slovenia             | 22"77 |      |
| 11 | 2        | 7      | Daniel Fernandez Caballero | Spagna               | 22"80 |      |
| 12 | 4        | 5      | Fabien Gilot               | Francia              | 22"95 |      |
| 13 | 4        | 7      | Grégory Mallet             | Francia              | 22"97 |      |
| 14 | 4        | 6      | Alexei Puninski            | Croazia              | 23"06 |      |
| 15 | 4        | 1      | Radovan Siljevski          | Serbia               | 23"21 |      |
| 16 | 3        | 7      | Boris Stojanovic           | Serbia               | 23"30 |      |
| 17 | 2        | 2      | Kevin Trannoy              | Francia              | 23"39 |      |
| 18 | 3        | 1      | Guillaume Strohmeyer       | Francia              | 23"45 |      |
| 19 | 3        | 6      | William Meynard            | Francia              | 23"54 |      |
| 20 | 1        | 2      | Sidni Hoxha                | Albania              | 23"57 |      |
| 21 | 3        | 2      | Ivan Perhat                | Croazia              | 23"81 |      |
| 22 | 2        | 8      | Amine Kouame               | Marocco              | 23"82 |      |
| 23 | 4        | 8      | Anacak Can                 | Turchia              | 23"89 |      |
| 24 | 3        | 8      | Ensar Hajder               | Bosnia ed Erzegovina | 24"05 |      |
| 25 | 1        | 5      | Farouk Omar Ben Jeddi      | Tunisia              | 24"46 |      |
| 26 | 2        | 1      | Makram Fatoul              | Libano               | 25"36 |      |
| 27 | 1        | 4      | Marios Panayi              | Cipro                | 25"76 |      |
| 28 | 1        | 7      | Florenc Llanaj             | Albania              | 25"85 |      |
| 29 | 1        | 3      | Nadim Barakat              | Libano               | 26"31 |      |
| 30 | 1        | 6      | Seirag Faisal Elagili      | Libia                | 29"65 |      |

## Finale
La finale si tiene domenica 28 giugno alle ore 18:00 CEST.
| Posizione | Corsia | Atleta                | Paese   | Tempo | Note |
| --------- | ------ | --------------------- | ------- | ----- | ---- |
|           | 2      | Frédérick Bousquet    | Francia | 21"17 | GR   |
|           | 4      | Alain Bernard         | Francia | 21"62 |      |
|           | 5      | Federico Bocchia      | Italia  | 22"05 |      |
| 4         | 3      | Marco Orsi            | Italia  | 22"10 |      |
| 5         | 1      | Ioannis Kalargaris    | Grecia  | 22"38 |      |
| 6         | 6      | Nabil Kebbab          | Algeria | 22"47 |      |
| 7         | 8      | Kaan Tayla            | Turchia | 22"62 |      |
| 8         | 7      | Apostolos Tsagkarakis | Grecia  | 22"72 |      |